# Monstrosity (film)
Ne doit pas être confondu avec Monstrosity.
Pour plus de détails, voir Fiche technique et Distribution.
Monstrosity (connu aussi sous le nom de The Atomic Brain) est un film de science-fiction horrifique américain réalisé par Joseph V. Mascelli, sorti en 1963.
Il a connu un regain d'intérêt après avoir été utilisé pour un épisode de la série télévisée culte Mystery Science Theater 3000 et avoir fait partie du coffret de DVD Mystery Science Theater 3000 Collection 2 - 4, sorti en 2003.

## Synopsis
Une vieille femme utilise sa vaste fortune pour convaincre un savant excentrique mais néanmoins génial de transplanter son cerveau dans un corps jeune. Pour cela, elle engage trois jeunes étranges, jeunes et jolies, comme employées de maison et projette d'en choisir une pour devenir sa nouvelle enveloppe corporelle…

## Fiche technique
- Titre original : Monstrosity ou The Atomic Brain (TV)
- Réalisation : Joseph V. Mascelli et Jack Pollexfen (non crédité)
- Scénario : Sue Bradford, Dean Dillman Jr., Jack Pollexfen, Vy Russell
- Photographie : Alfred Taylor
- Montage : Owen C. Gladden
- Musique : Gene Kauer
- Production : Dean Dillman Jr. et Jack Pollexfen
- Société de production : Cinema Venture
- Société de distribution : Emerson Film Enterprises
- Pays de production :  États-Unis
- Langue originale : anglais
- Format : noir et blanc - 1.85 : 1 - mono - 35 mm
- Genre : science-fiction horrifique
- Durée : 64 minutes
- Date de sortie : États-Unis : septembre 1963

## Distribution
- Marjorie Eaton : Mrs. March
- Frank Gerstle (en) : Dr. Frank
- Frank Fowler : Victor
- Erika Peters : Nina
- Judy Bamber : Bea
- Lisa Lang : Anita
- Bradford Dillman : le narrateur

## Distinctions

### Nominations
- Saturn Award 2004 : Saturn Award de la meilleure collection DVD (au sein du coffret Mystery Science Theater 3000 Collection 2 - 4)